# All India N.R. Congress
Le All India N.R. Congress (tamoul : அகில இந்திய N.R. காங்கிரஸ், AINRC) est un parti politique indien présent dans le territoire de Pondichéry.

## Histoire
Le parti est créé le 7 février 2011 par N. Rangasamy à la suite d'une scission avec le Congrès national indien. Les initiales « N.R. » dans le nom du parti signifient « Namathu Rajiyam » (« Notre royaume ») et sont également celles du fondateur du parti.
En avril suivant, le nouveau parti remporte les élections à l'Assemblée législative du territoire de Pondichéry et N. Rangasamy devient ministre en chef. En 2016, le parti est battu aux élections au profit du Congrès.